# Telefoontonen
Het telefoonnetwerk produceert een aantal tonen in een bepaald ritme om de gebruiker te laten weten wat hij moet doen. Vroeger werden deze tonen elektromechanisch opgewekt met behulp van een motor-generator; tegenwoordig worden ze elektronisch gegenereerd.

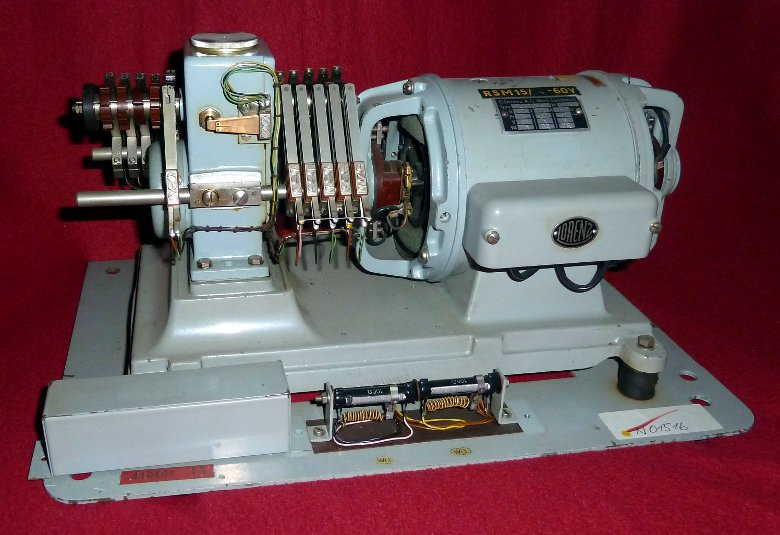
Oude motorgenerator om telefoontonen op te wekken

## Tonen

### Kiestoon
De kiestoon hoort men nadat de hoorn is opgenomen en betekent dat men verbinding heeft met een kiesregister en dat er met kiezen begonnen kan worden.
In Nederland is de kiestoon 425 Hz continu.
Kiest men een netnummer, dan zoekt de telefooncentrale verbinding met een ander telefoonnet. Is die verbinding tot stand gekomen, dan werd dat voorheen aangegeven met een tweede kiestoon, die hoger klonk dan de oorspronkelijke kiestoon. De gebruiker kon dan (en pas dan) het abonneenummer kiezen.
In modernere telefooncentrales kunnen de lokale kiesregisters het volledige telefoonnummer opslaan. Deze centrales gaven aanvankelijk de tweede kiestoon direct, zelfs als men een netnummer had ingevoerd  dat niet bestond. Tegenwoordig geldt dat voor alle telefooncentrales, en de tweede kiestoon is dan ook afgeschaft. In Nederland gebeurde dat per begin 1994.
In Nederland heeft KPN op zijn vaste lijnen een speciale onderbroken kiestoon die de abonnee hoort als die de dienst direct doorschakelen heeft geactiveerd, zodat niet vergeten wordt dat dat toestel niet bereikt kan worden.
De toonhoogte is 425 Hz met elke 500 ms een onderbreking van 50 ms.
Sommige telefoonnetwerken, zoals die van het voormalige UPC, hadden een speciale kiestoon om aan te geven dat er een nieuwe voicemail was ingesproken. Na het afluisteren van deze voicemail was de kiestoon weer normaal en ononderbroken.

### Wektoon
Dit is een toon met lange, regelmatige tussenpozen, die aangeeft dat het opgeroepen toestel wordt gebeld. Het is niet altijd zo dat de oproeper de tonen in hetzelfde ritme hoort als er gebeld wordt. Tegelijkertijd wordt bij de ontvanger een wekspanning op het toestel gezet.
In Nederland is de toonhoogte 425 Hz gedurende 1 seconde met een onderbreking van 4 seconden.
In Groot-Brittannië heeft de wektoon (en ook het bellen van het toestel) een dubbel ritme. Een oproeper uit het buitenland hoort dat ook.
Sommige huiscentrales laten een toestel rinkelen met het Britse ritme om aan te geven dat er een extern gesprek binnenkomt. Andersom kan ook: een extern gesprek rinkelt normaal, en een intern gesprek rinkelt dubbel. De externe oproeper hoort meestal de wektoon die door de openbare centrale wordt opgewekt.

### Bezettoon
Dit is een toon met kortere tussenpozen. Deze toon betekent normaal gesproken dat het opgeroepen toestel in gesprek is, maar tegenwoordig hoor je hem ook als een gesprek geweigerd is (alleen mogelijk met een ISDN- of een gsm-toestel).
In Nederland is de toonhoogte 425 Hz gedurende 500 ms met een onderbreking van eveneens 500 ms.

### Congestietoon
Deze toon heeft dezelfde karakteristieken als de bezettoon, maar met een twee keer zo snel ritme. Deze toon betekent meestal dat de verbinding niet tot stand kan komen doordat de verbindingslijnen bezet zijn. Verder hoort men deze toon in sommige gevallen als men een onjuist nummer kiest (dit was vooral vroeger het geval), als men te lang wacht met kiezen, en als de gesprekspartner de verbinding verbroken heeft.
In Nederland is de toonhoogte 425 Hz gedurende 250 ms met een onderbreking van eveneens 250 ms.

### Informatietoon
| 8va |
|     |

Vroeger bestond deze uit afwisselend een hoge en een lage toon. Vanwege internationale standaardisering zijn het thans drie tonen van verschillende toonhoogte, vaak gevolgd door een gesproken mededeling. Deze toon wordt meestal gebruikt om aan te geven dat het gekozen nummer niet in gebruik is.
In Nederland is deze toon 950 Hz, 1400 Hz en 1800 Hz, alle drie met een lengte van 333 ms, met daarna een onderbreking van 1 seconde.

### Opschakeltoon
Dit zijn vier tonen van verschillende toonhoogte die zonder pauze worden herhaald. Men hoort de opschakeltoon tijdens een gesprek als een telefoniste zich op een bestaand gesprek schakelt, bijvoorbeeld om een dringend gesprek aan te kondigen. Door de opschakeltoon is het niet mogelijk dat de telefoniste ongemerkt een gesprek afluistert. Bij bedrijfscentrales bestaat de opschakeltoon soms uit een herhaald getik.

### Aankloptoon
Een korte toon, meestal iedere 10 seconden herhaald, die aangeeft dat er een tweede beller is die de abonnee probeert te bereiken. Door middel van de flashtoets of kort indrukken van de haak kan het tweede gesprek aangenomen worden en gewisseld worden tussen de twee gesprekken.

### Snelle ratel
Op het eerste gehoor klinkt dit als een heel snelle bezettoon. De betekenis verschilt.
- Bij sommige huiscentrales betekent dit dat men een onjuist nummer heeft gekozen of dat men probeert een dienst te gebruiken waartoe men niet gemachtigd is.
- Belt men naar Frankrijk of in Frankrijk, dan betekent de ratel: even wachten, de verbinding wordt tot stand gebracht.
- In België betekent deze toon precies het tegengestelde van wat het in Nederland betekent, namelijk dat een speciale dienst, zoals doorschakelen, succesvol is geactiveerd.
- In Groot-Brittannië betekent de ratel: u belt uit een telefooncel of u wordt gebeld vanuit een telefooncel, en er moet geld worden ingeworpen.

De snelle ratel wordt door onervarenen vaak herkend als een bezettoon. Dat betekent dat het voor buitenlanders soms moeilijk is om vanuit Frankrijk op te bellen. Belt men vanuit een Britse telefooncel naar huis, dan klinkt de ratel direct als de opgeroepene de hoorn opneemt en er is alle kans dat de opgeroepene de hoorn meteen weer neerlegt.

## Herkomst

### Voorheen
Vanouds werden veel tonen opgewekt door de telefooncentrale van bestemming.
Dit is vanzelfsprekend voor de wektoon, maar ook de bezettoon en de informatietoon werden daar opgewekt.
Bijvoorbeeld: belde men van Alkmaar naar Goes naar een nummer dat bezet was of niet bestond, dan hoorde men een bezet- of informatietoon die door de centrale in Goes werd opgewekt.
Nadeel van deze werkwijze was dat de interlokale verbinding onnodig in stand bleef.
Bovendien wisten kwaadwilligen er gebruik van te maken om gratis te telefoneren.
Belden twee personen naar hetzelfde niet bestaande nummer in een net waar een verouderde telefooncentrale stond, dan werden ze beide verbonden met het apparaat dat de informatietoon opwekte - en dus met elkaar.
Ze konden dan met elkaar spreken. Het was natuurlijk nodig dat ze vooraf een tijdstip met elkaar afspraken.
De eenvoudigste manier om dit misbruik te voorkomen was het verhogen van de geluidssterkte van de informatietoon, zodat de misbruikers elkaar niet meer konden verstaan.

### Thans
Tegenwoordig geeft de telefooncentrale van bestemming een signaal naar de centrale van de oproeper.
De interlokale verbinding wordt dan meteen verbroken en de bezet- of informatietoon (of een gesproken bericht) wordt opgewekt door de centrale van de oproeper, in het voorbeeld de centrale van Alkmaar.
Gevolg van deze werkwijze is dat er soms (door foutieve programmering of een afwijkende werkwijze van de telefooncentrales) verschillende tonen of mededelingen klinken, afhankelijk van de plaats van waaruit men opbelt.
Wie van Alkmaar naar een niet bestaand nummer belt, hoort bijvoorbeeld een informatietoon, maar wie van Zutphen naar hetzelfde nummer belt, hoort een gesproken mededeling. Wie naar het buitenland belt, hoort de mededeling in zijn eigen taal.
Wie met een mobiele telefoon belt, hoort een geluid dat door de mobiele provider wordt opgewekt, en het is zelfs mogelijk dat dat geluid afhankelijk is van de plaats waar de oproeper zich bevindt.